# 三輪裕範
三輪 裕範（みわ やすのり、1957年 - 2024年10月19日）は、日本の経済評論家。

## 略歴
兵庫県生まれ。1981年、神戸大学法学部を卒業し、伊藤忠商事に入社。鉄鋼貿易本部、海外市場部を経て、ハーバード・ビジネス・スクールに留学LMBAを取得。その後、大蔵省財政金融研究所主任研究官、経団連21世紀政策研究所主任研究員、伊藤忠商事会長秘書、調査情報部長等を経て、伊藤忠経済研究所長に就任した。丹羽宇一郎（元伊藤忠商事会長）のブレーンを務め、新聞・テレビ等においてはエコノミストとして活動する。

## 著書
- 『通のアメリカ英語』1996 丸善ライブラリー
- 『ハーバード・ビジネス・スクール MBAへの道』1998 (丸善ライブラリー)
- 『ニューヨーク・タイムズ物語 紙面にみる多様性とバランス感覚』1999 中公新書
- 『ローズ奨学生 アメリカの超エリートたち』2001 文春新書
- 『アメリカのパワー・エリート』2003 ちくま新書
- 『四〇歳からの勉強法』2005 (ちくま新書)
- 『人間力を高める読書案内』ディスカヴァー・トゥエンティワン(ディスカヴァー携書 2007
- 『ビジネスマンのための40歳からの本を書く技術』ディスカヴァー・トゥエンティワン 2009
- 『ビジネスマンのためのクオリティ・リーディング 読書の質が仕事と人生を変える』創元社 2009
- 『自己啓発の名著30』2011 (ちくま新書
- 『50歳からの知的生活術』2014 (ちくま新書
- 『ヒラリーの野望 その半生から政策まで』2016 (ちくま新書

### 翻訳
- 幸田露伴『超訳努力論 = The value of making efforts』編訳 ディスカヴァー・トゥエンティワン 2013
- 『超訳新渡戸稲造の言葉 : A Man of Love and Compassion』編訳 ディスカヴァー・トゥエンティワン 2015
- P.G.ハマトン『ハマトンの知的生活のすすめ』編訳 ディスカヴァー・トゥエンティワン 2018